# Drapeau de la Sardaigne

Ancienne version du drapeau, utilisée jusqu'en 1999.

Le drapeau de la Sardaigne est le drapeau officiel de la région autonome de Sardaigne, adopté en 1999 dans sa forme actuelle. Il se compose d'une croix rouge et de quatre têtes de Maures.

## Symbolique
Ce drapeau, qui représente une croix de saint Georges rouge sur fond blanc — comme le drapeau de la république de Gênes — et quatre têtes de Maures en noir portant chacune un tortillon blanc sur leur front, est surnommé « drapeau des Quatre Maures » (en italien « Bandiera dei Quattro Mori », en langue sarde « Bandera de sos bator Moros / Bandera de is cuatru Morus »). Son motif le rapproche du drapeau de la Corse. D'origine aragonaise, ce symbole, qui rappelle la lutte contre les musulmans, a été associé à la Sardaigne à partir du milieu du XIVe siècle, alors que le royaume d'Aragon exerce sa souveraineté sur l'île.
La tête de Maure se serait ainsi imposée comme emblème en Sardaigne (4 têtes) et en Corse à la suite de la domination du roi d’Aragon,. Certains remarquent toutefois que la domination ayant été de courte durée, il est possible que l’ajout soit postérieur. Les quatre têtes seraient une réinterprétation héraldisante.

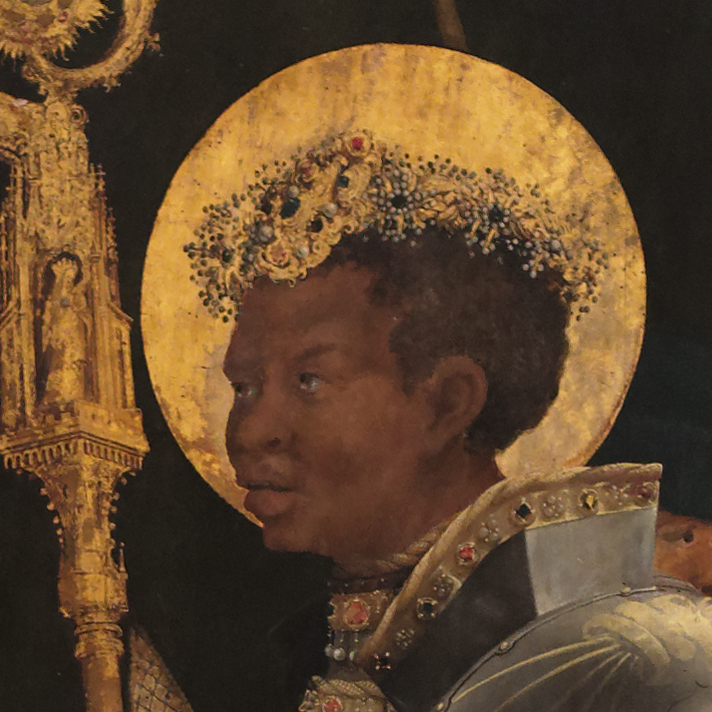
Saint Maurice (détail) par Matthias Grünewald.
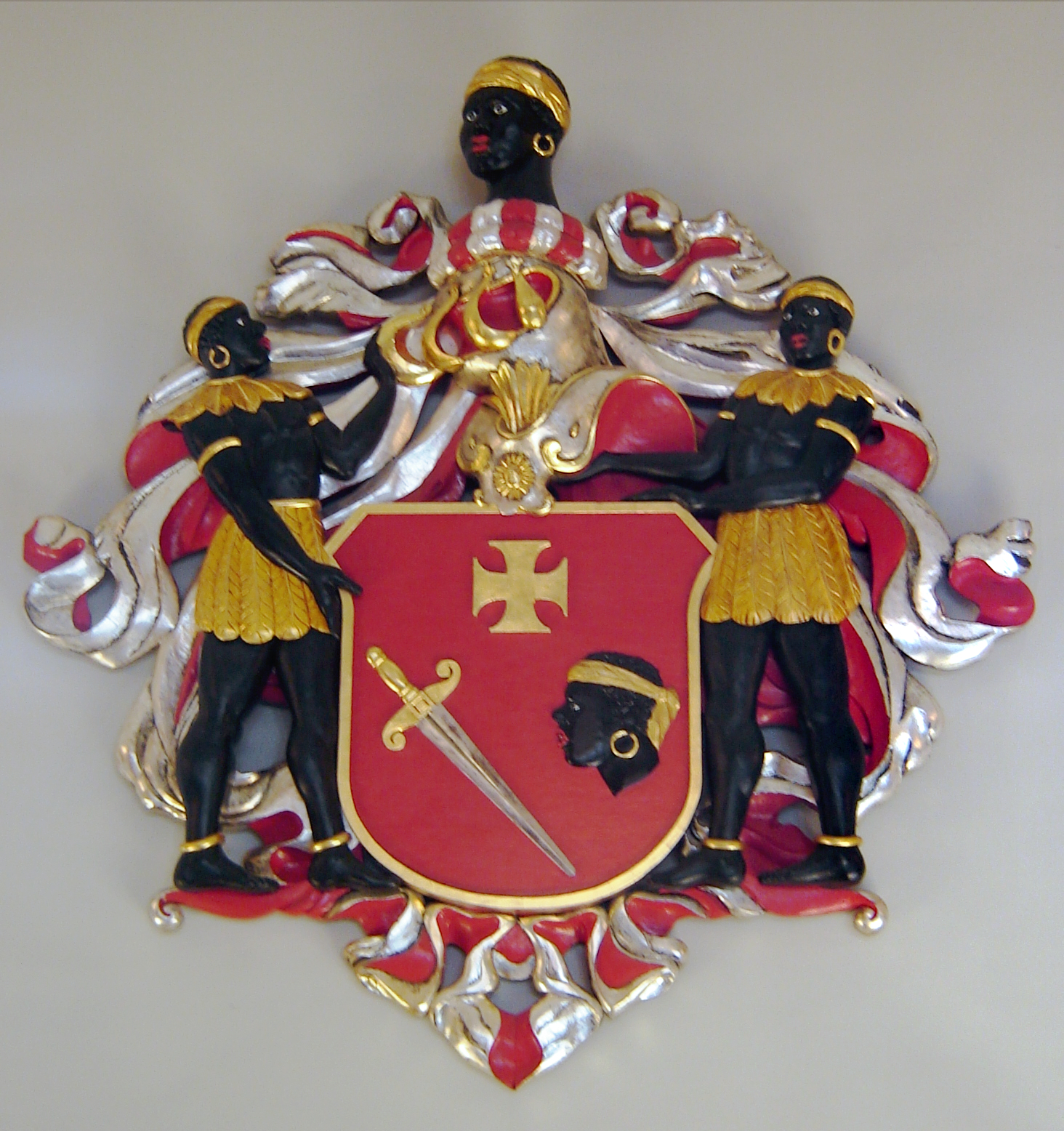
Blason de la Guilde des Têtes noires représentant Saint Maurice, saint patron de la guilde.
Blason de la Corse.
Blason de la Sardaigne.
Blason de Cobourg.
Blason de Büderich.
Faure des Chaberts.
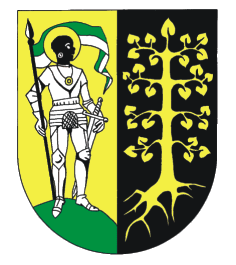
Blason de Bad Sulza.
Blason de Mandach.
Blason de Morancé.
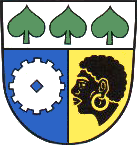
Blason de Krautheim (Thuringe).
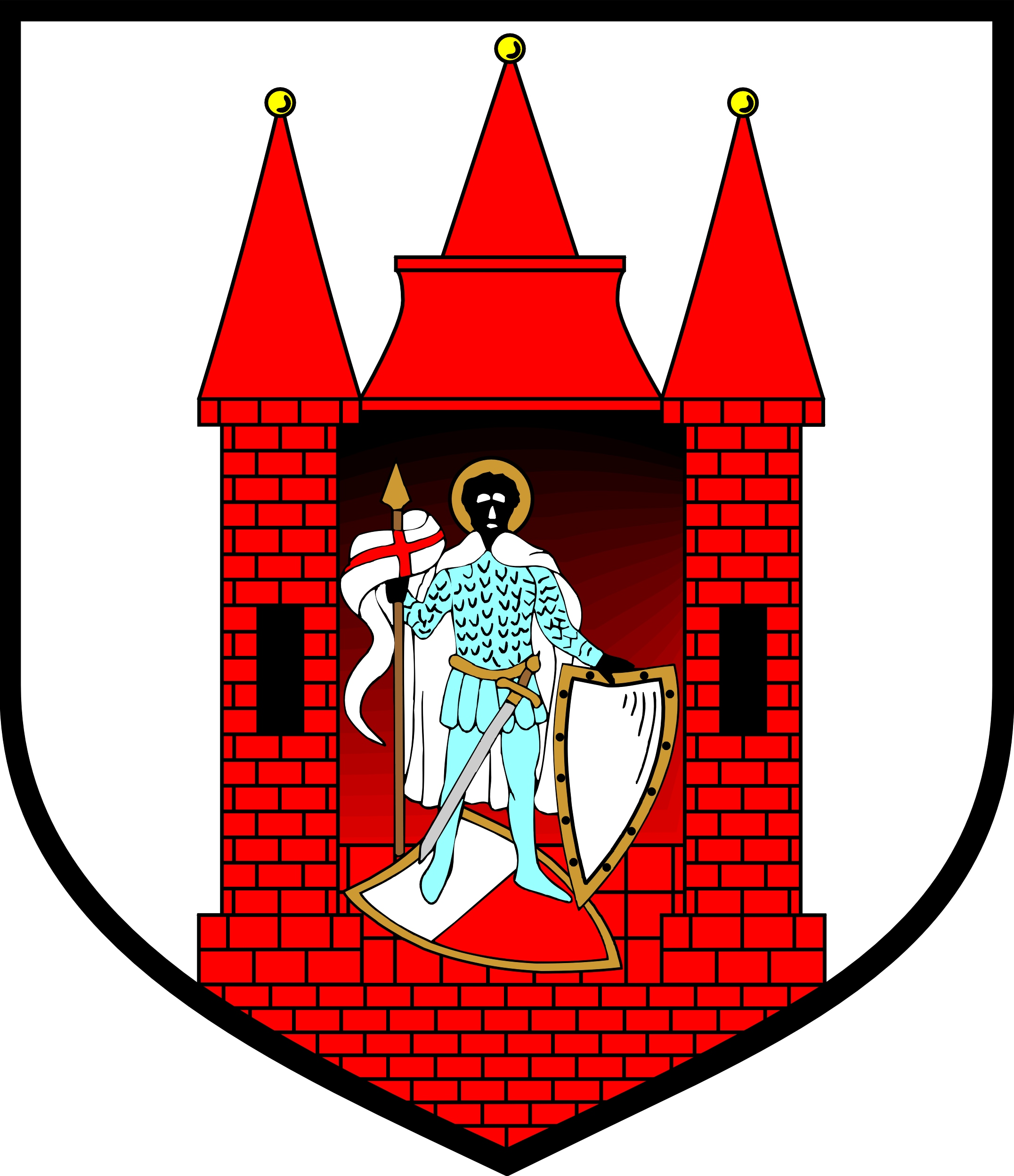
Blason de Sandau (Elbe).

## Histoire
Les têtes de Maures ont d'abord été représentées dans une orientation inverse à l'actuelle (vers la gauche) mais bien avec le tortillon sur le front. À partir de 1800, pour une raison inconnue, les représentations ont montré le tortillon sur leurs yeux. La République italienne a officiellement reconnu ce drapeau en 1952, par décret présidentiel. En 1999, une loi régionale a modifié la direction des têtes et la position du bandeau, officialisant ainsi le drapeau actuel.

## Galerie chronologique
Couronne d'Aragon
Les Quatre Maures représentent déjà le royaume de Sardaigne, mais on ne trouve aucune trace dans l'île.

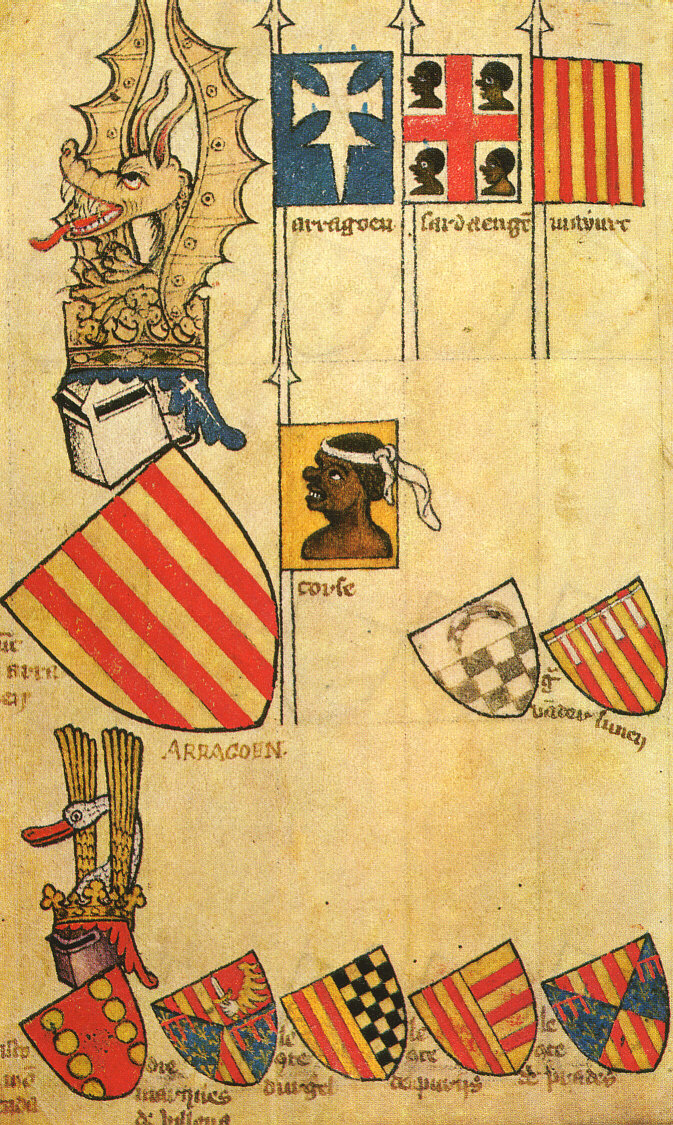
Gelre Armorial, Folio 62r.
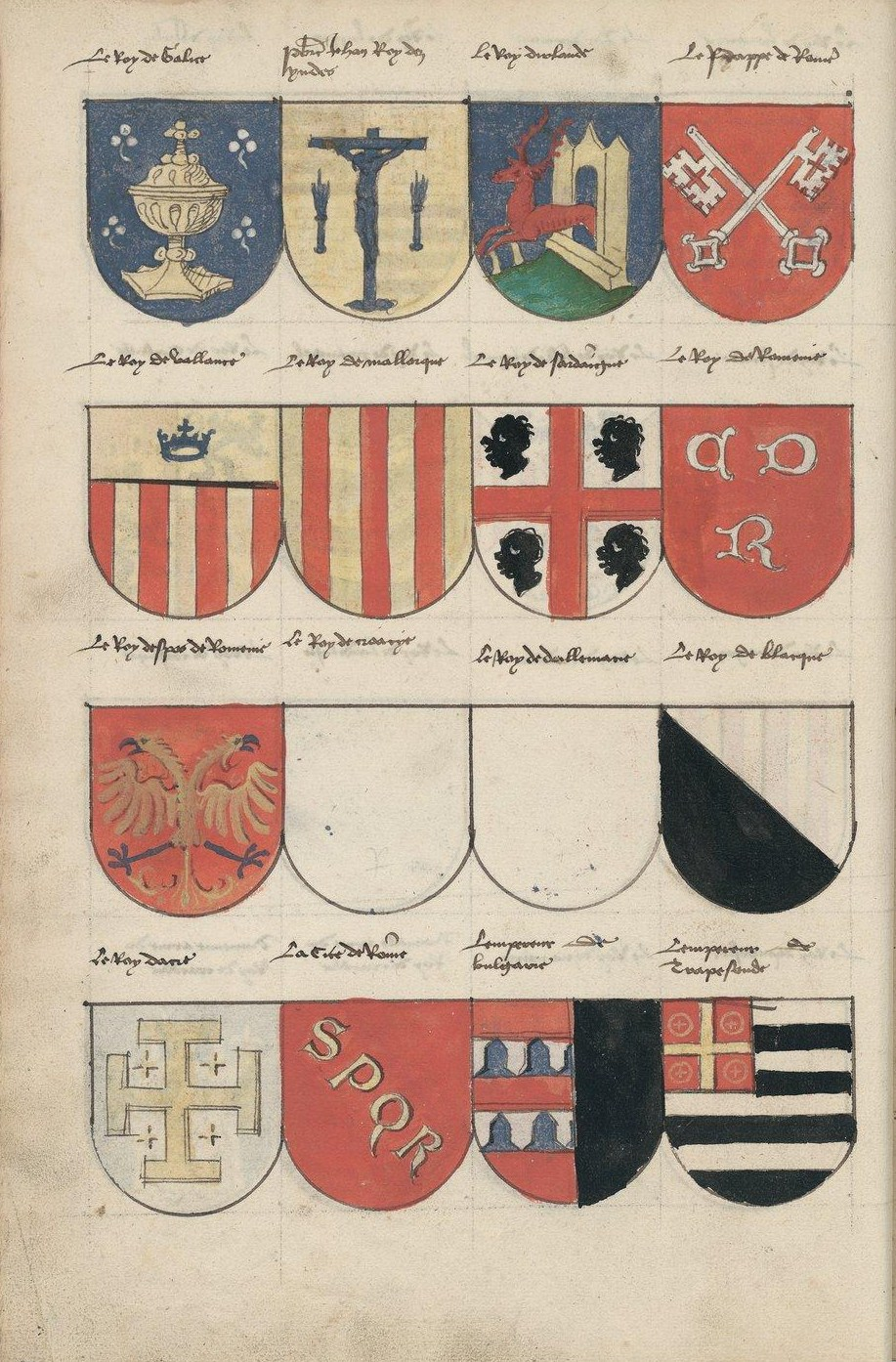
Armoiries de la Lorraine vers 1450.

Idéologie impériale de Charles V, maison des Habsbourg, un petit royaume au sein d'un énorme empire

Les Quatre Maures apparaissent plus fréquemment dans les estampes, peintures, objets à la fois en Sardaigne et dans toutes les publications héraldique.

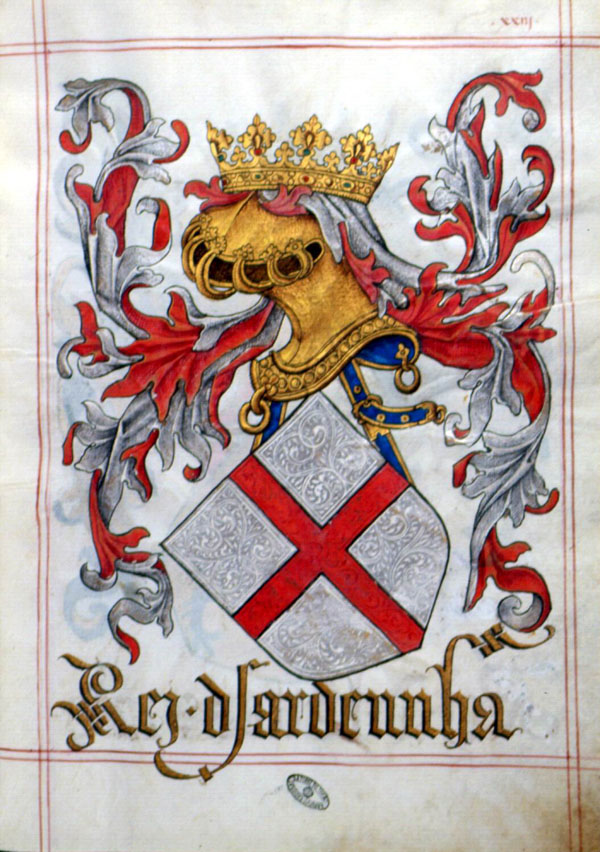
1509, armoiries portugaises du Livro do armeiro-mor, Lisbonne.
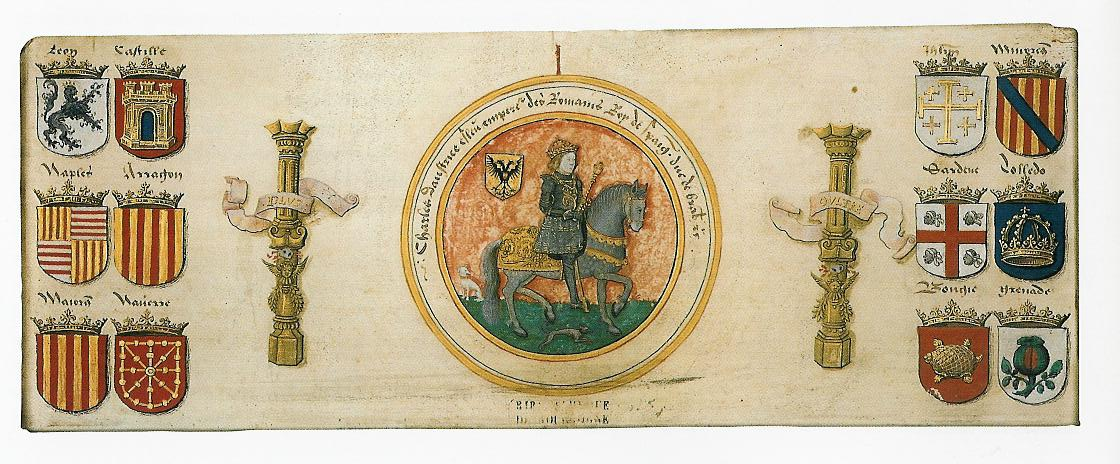
L'empereur Charles V et les armoiries de ses royaumes italien et ibérien.
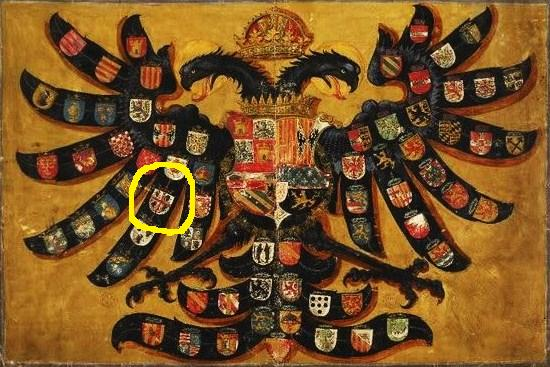
L'aigle impérial de Charles V.
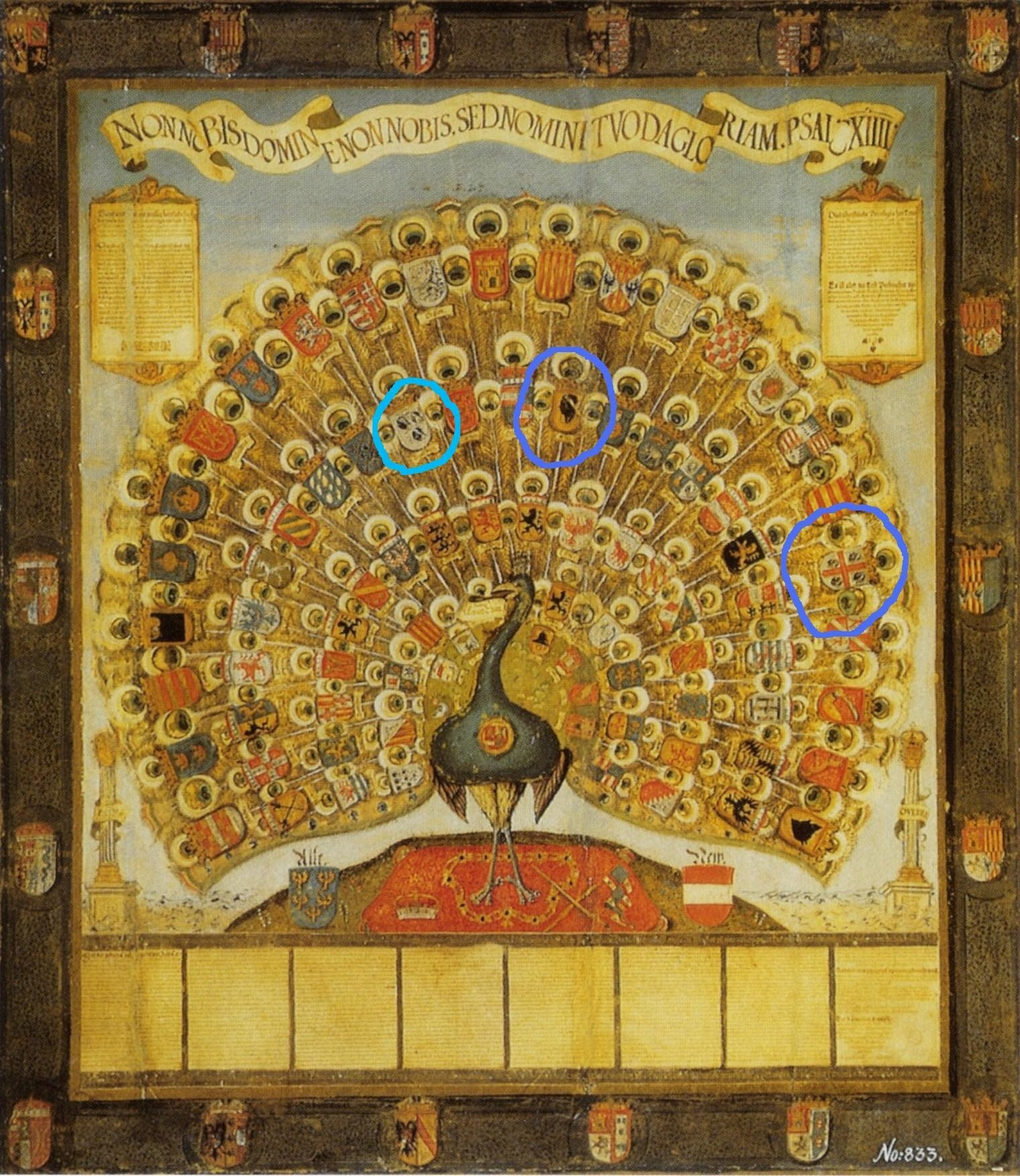
1555 - Innsbruck, le paon de la dynastie des Habsbourg.
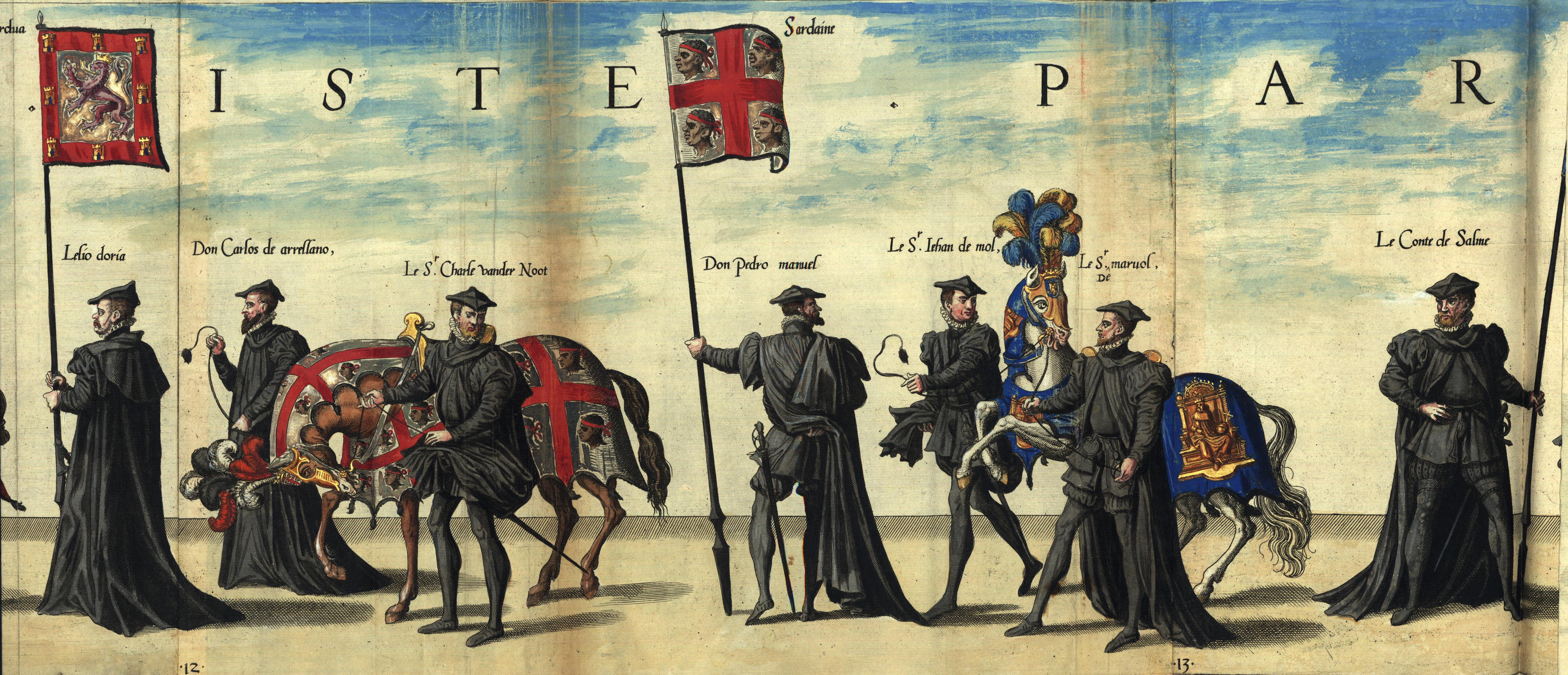
1559 H. Cock-J. Doetichum-L. Doetichum, “La magnifique et somptueuse pompe funebre faite aus obseques et funerailles du tres grande et tres victorieus empereur Charles cinquieme”, Plantin, Anvers, Le cortège funèbre de Charles V dans un livre imprimé.
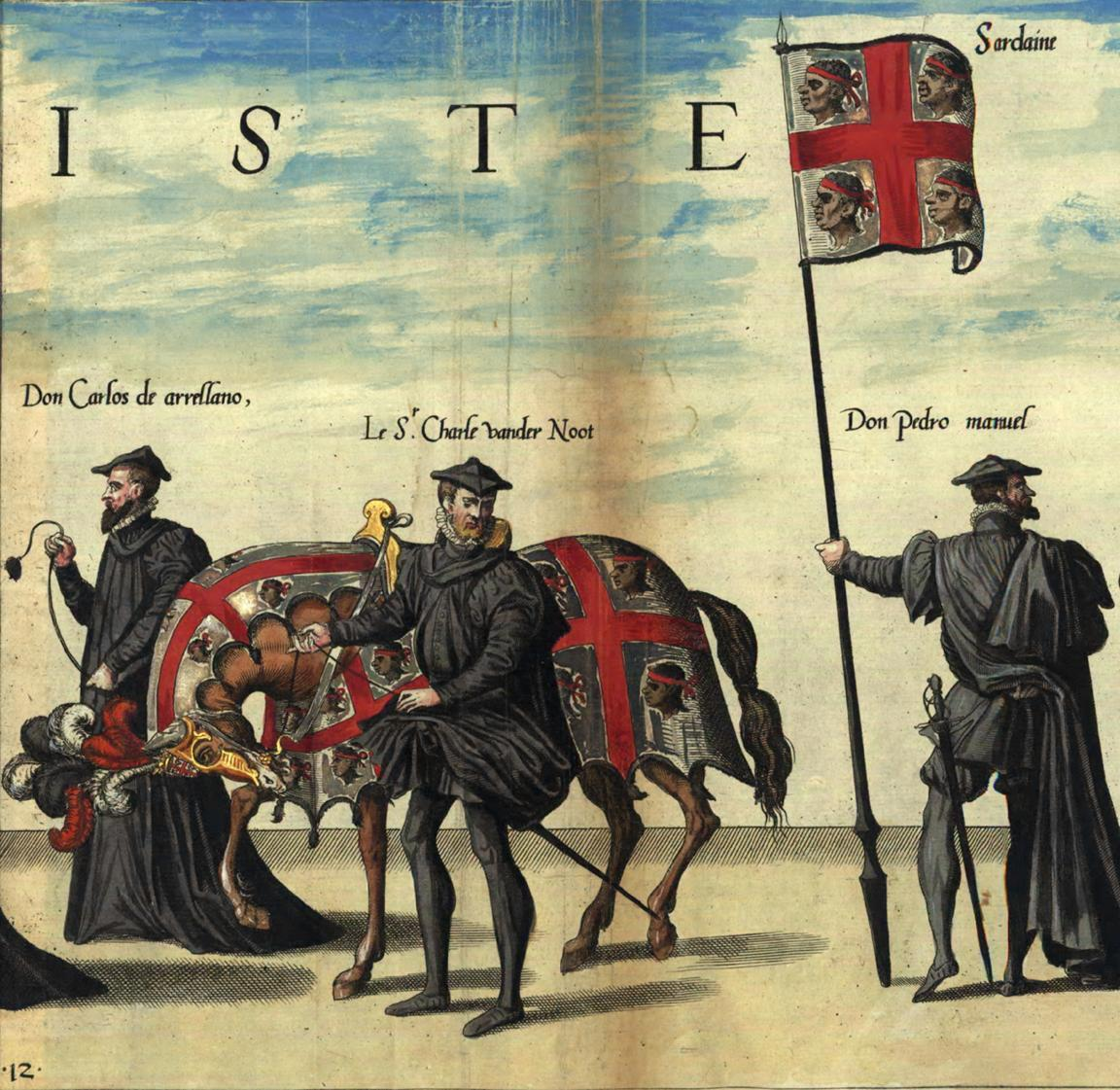
Détail.
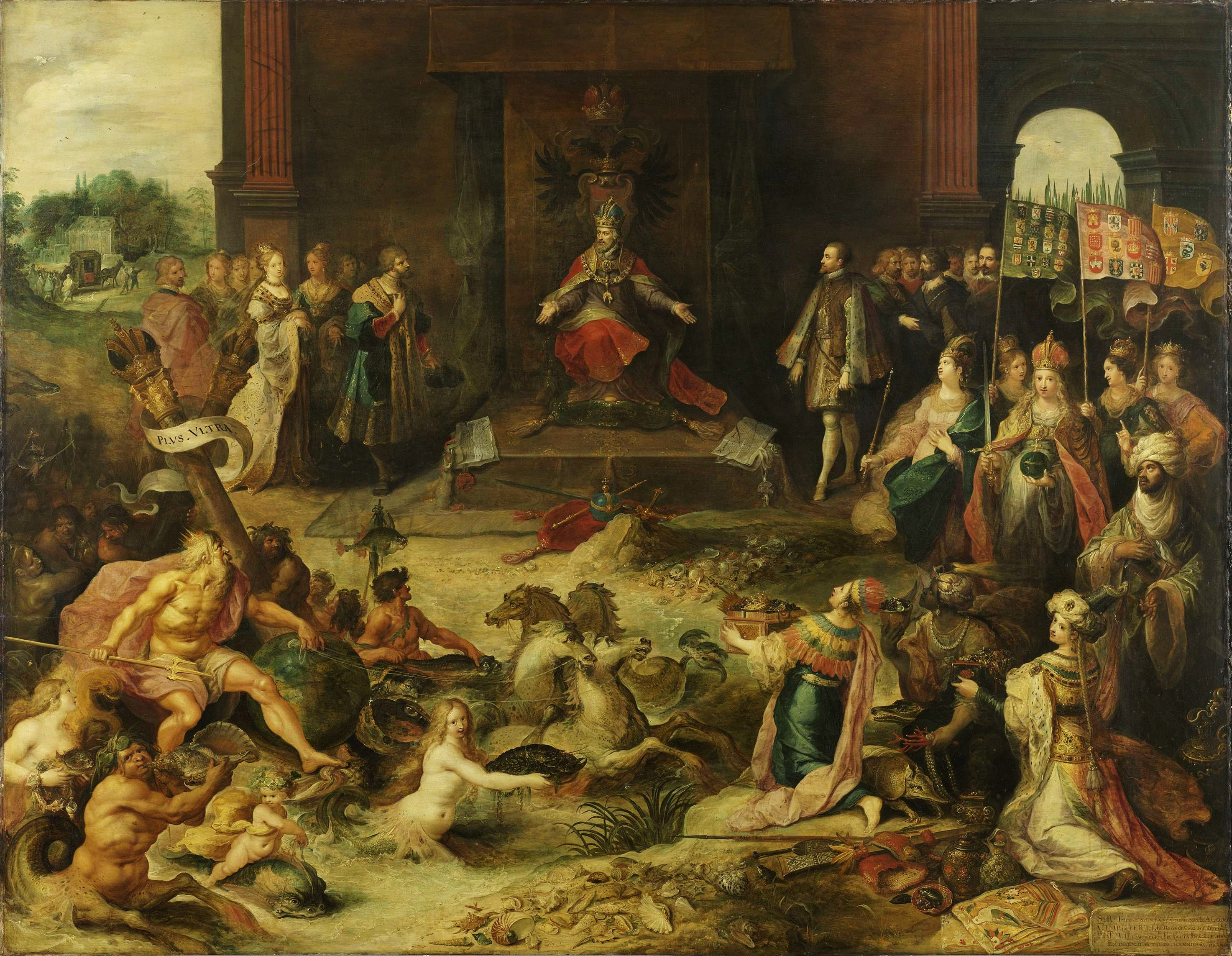
Frans Franken II (1581-1642), Abdication de l'empereur Charles V, Rijksmuseum, Amsterdam.
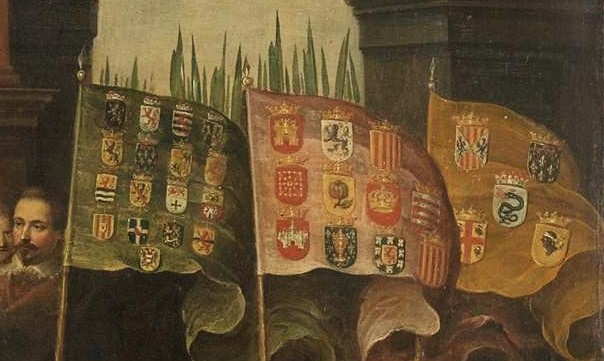
Détail.

Maison de Habsbourg (branche espagnole)

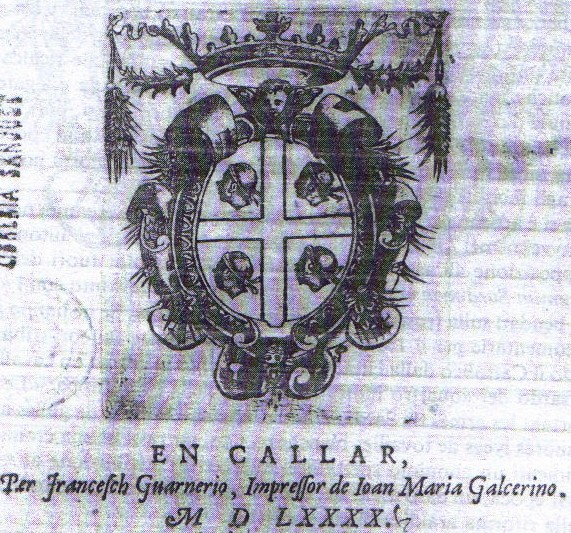
1590 F. Guarnerio, Capitols de cort del Stament Militar de Sardenya, Cagliari, premier usage en Sardaigne.
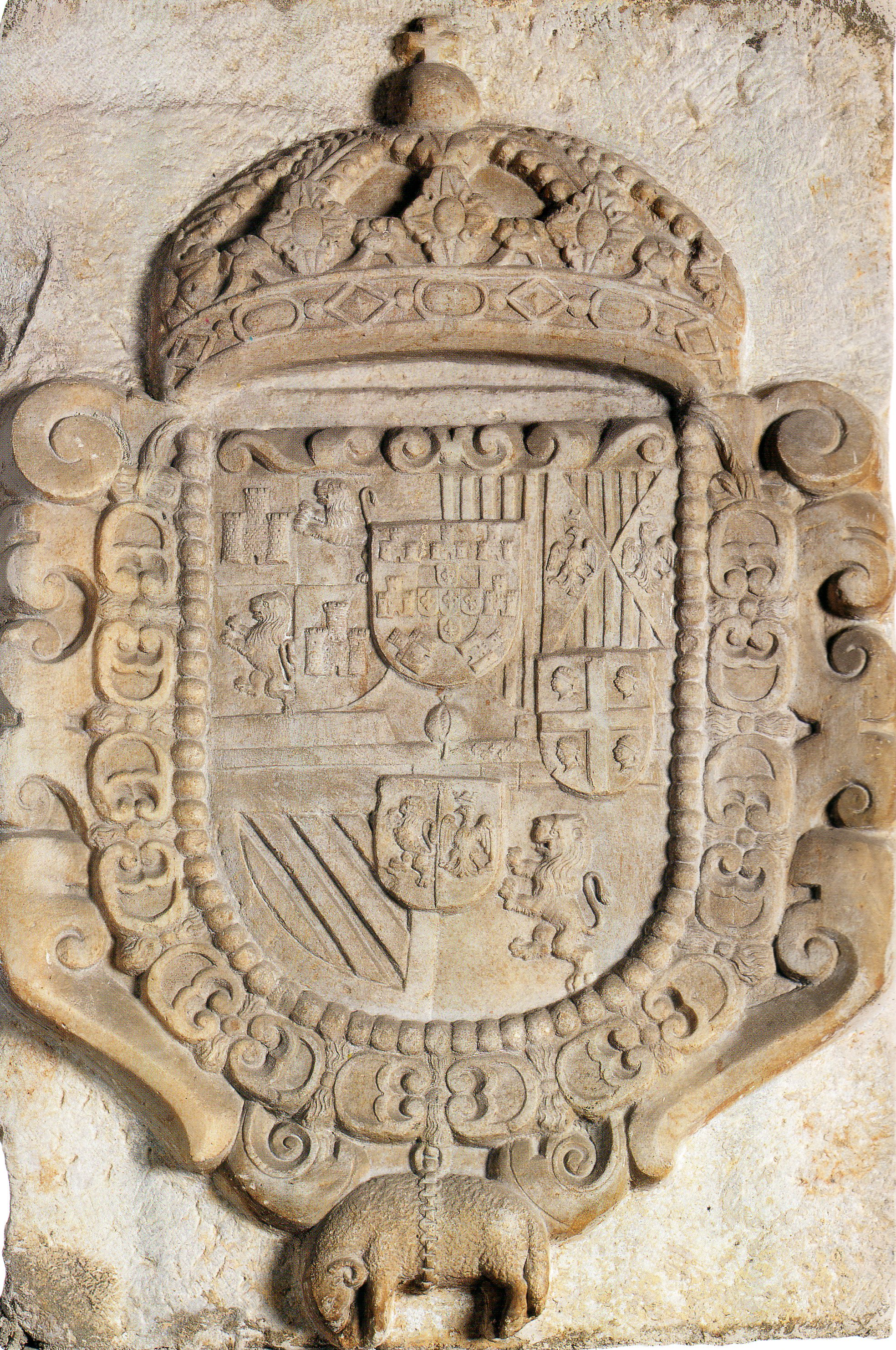
16th century, Sassari (Sardinia), Palazzo Ducale, armoiries de Philippe II d'Espagne.
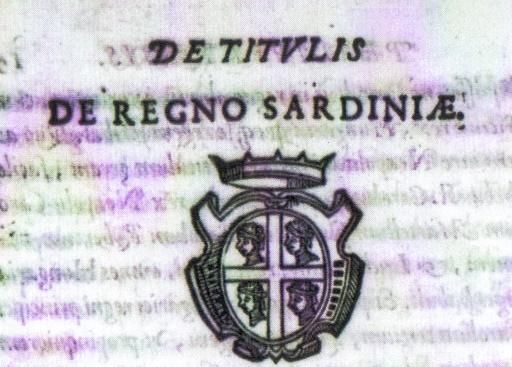
1573 I. Mainoldi Galerati, De titulis Philippi Austrii Regis Cattolici Liber, Bononia.
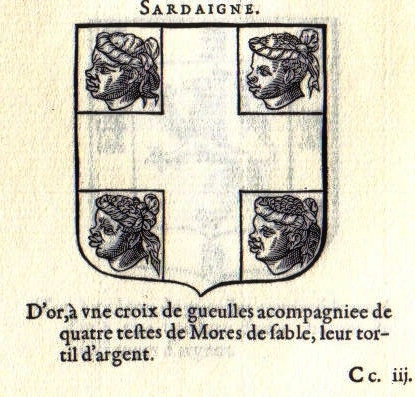
1581, H. De Bara, Le Blason des Armoires, Lyon.
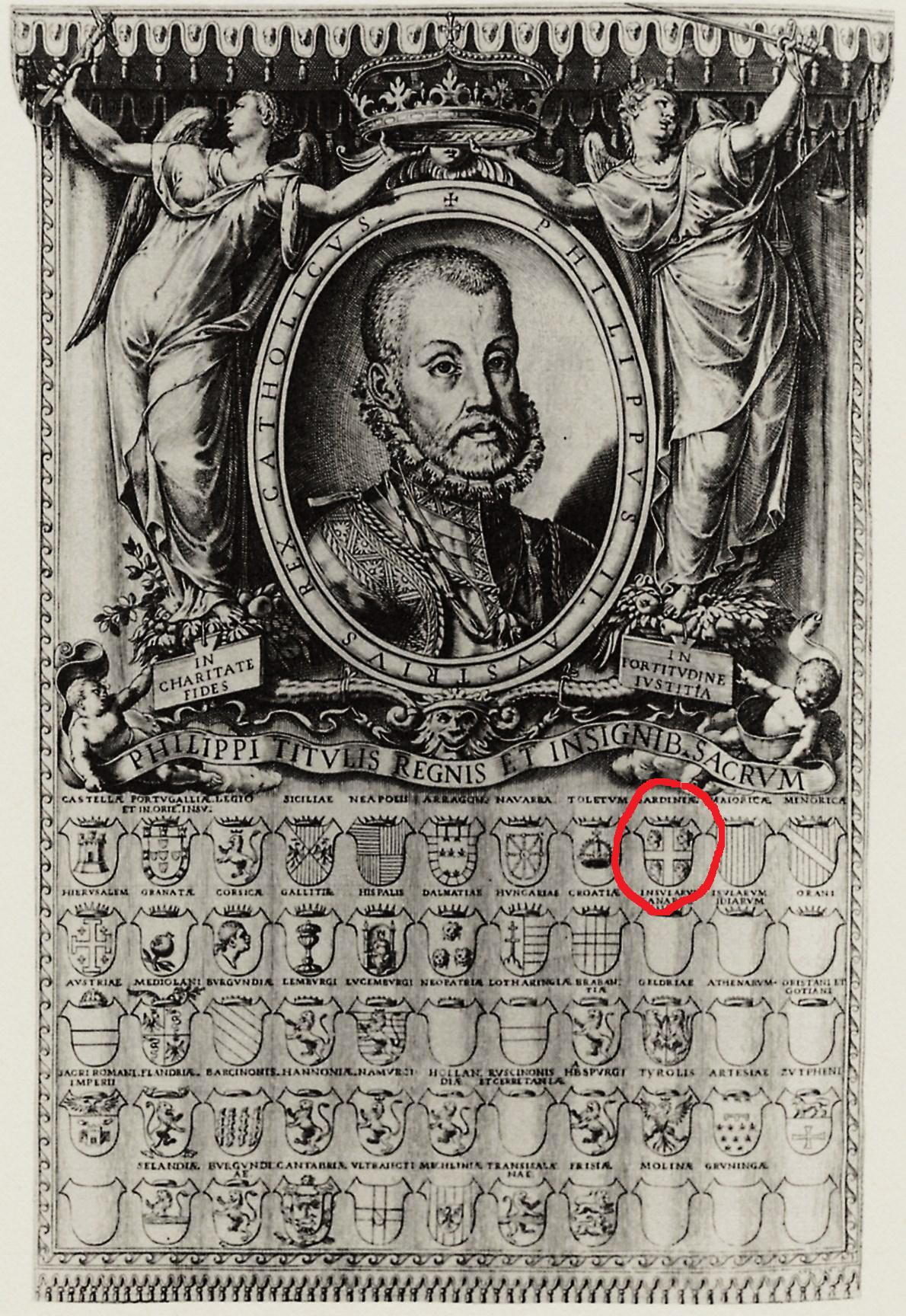
1585, portrait de Philippe II d'Espagne par Agostino Carracci.
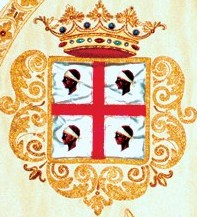
1607, armoiries de l'université de Cagliari.
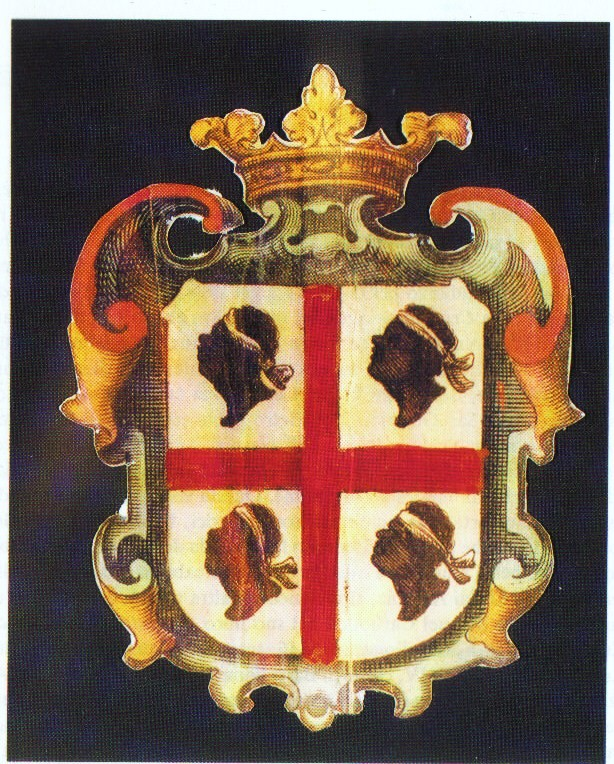
illustration sur une carte géographique de 1640.
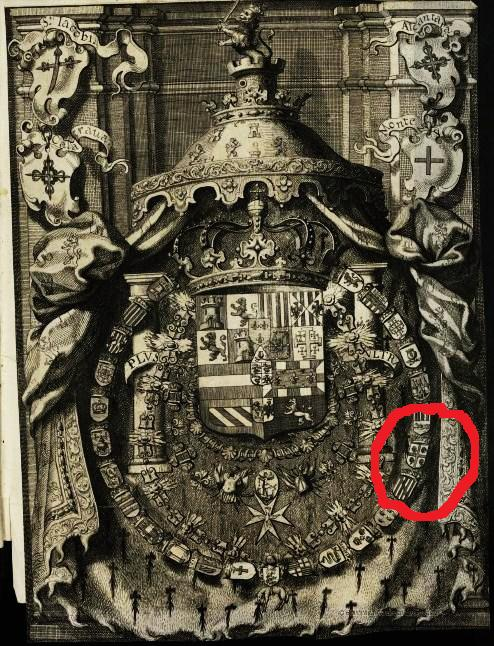
1700, Descripciones de todos los reyes de España, Josè Delitala y Castelvì, conde de Villasalto.

Autres maisons

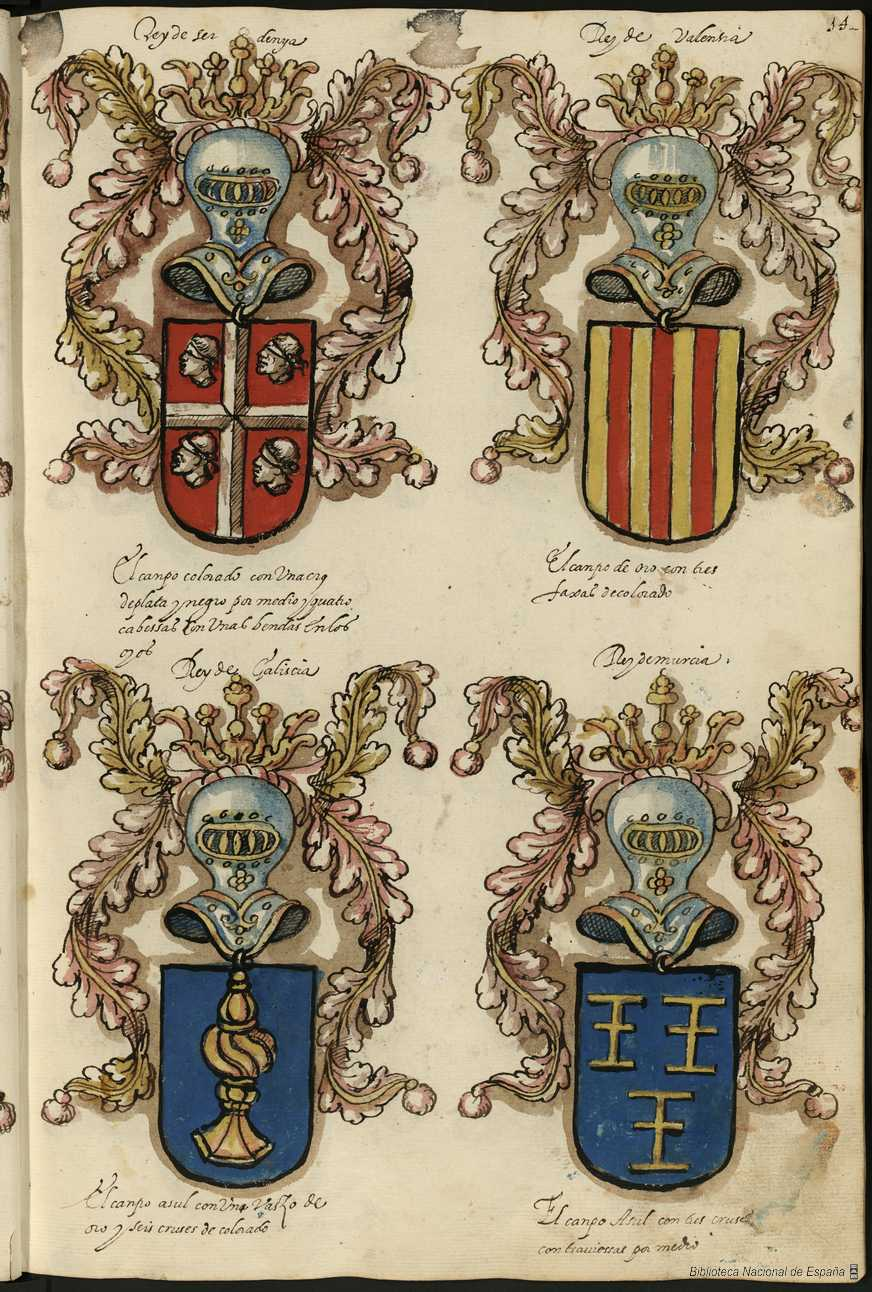
16th century, "Libro de armas y blasones de diversos linajes y retratos", avec couleurs inversées.
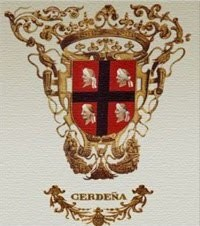
1635, Zurbaran and Velasquez, Buen Retiro Palace, Madrid, avec couleurs inversées.
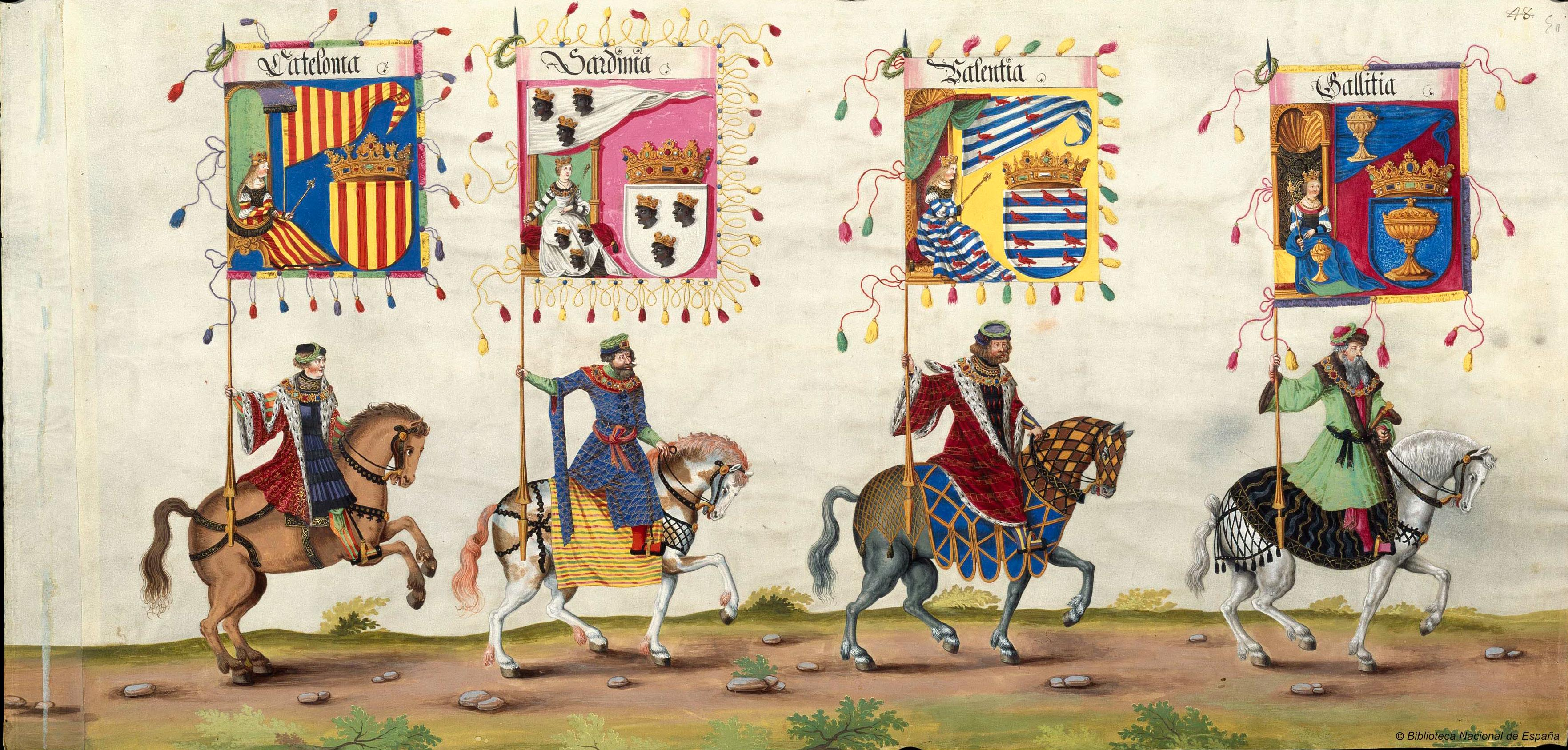
"El Triunfo del Emperador Maximiliano I", XVIIe siècle ?, Les quatre maures sont devenues trois dans un livre imprimé autrichien.
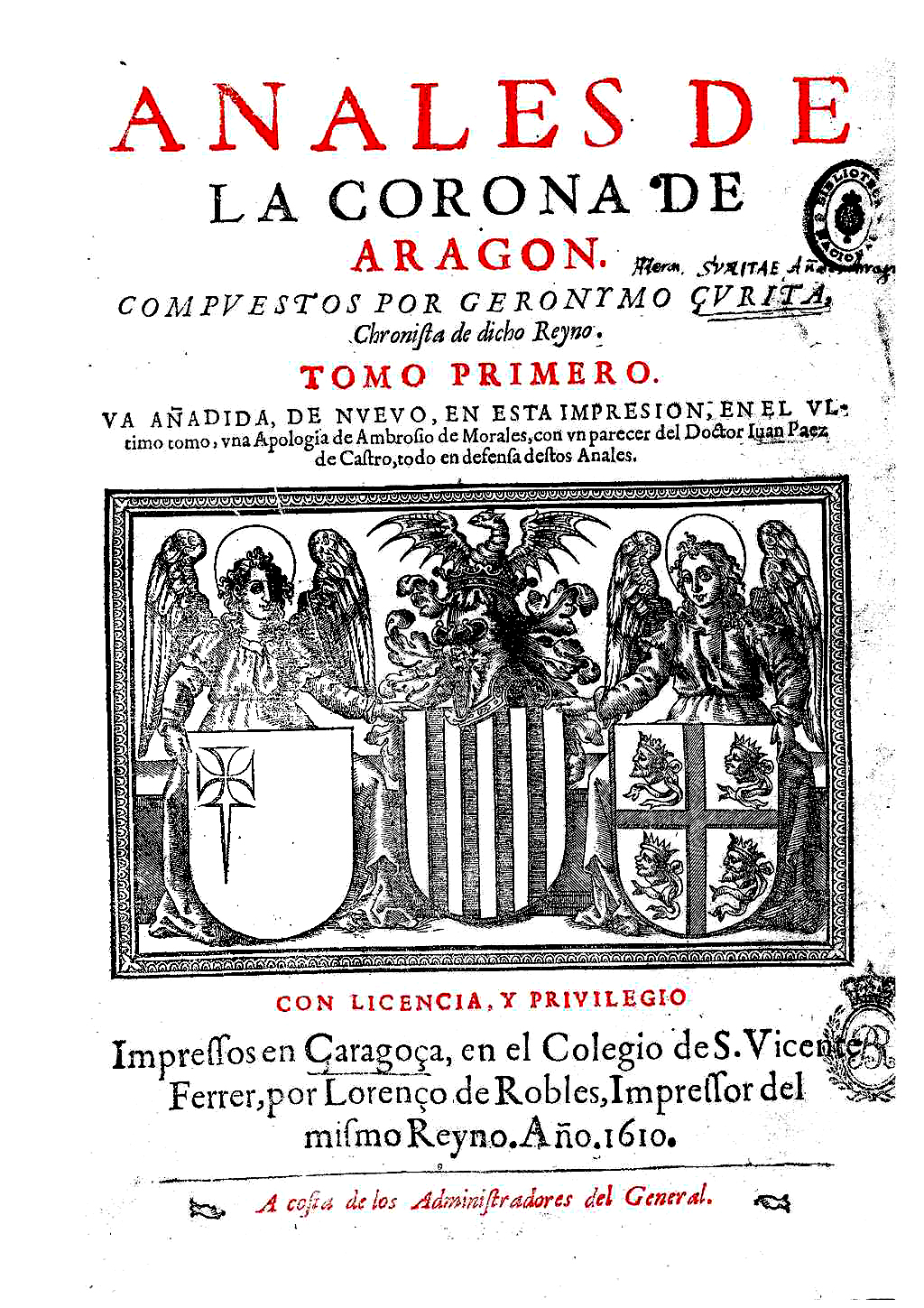
Portada de los Anales de la Corona de Aragón.
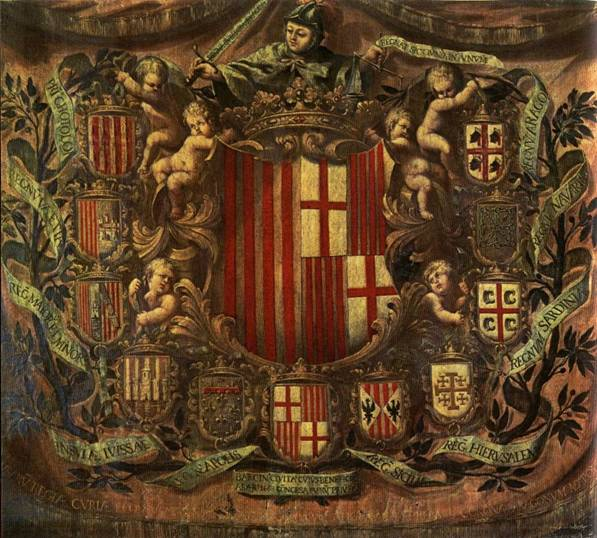
Apoteosis Heraldica 1681 Museo de Historia de la Ciudad, Barcelona, les quatre maures devinrent aussi les armoiries d'Aragon, couronnés et barbus.

Maison de Savoie
Comme le titre de roi de Sardaigne a été le seul qui a donné à la dynastie régnante le titre convoité, le blason est amélioré et développé, et couvert d'emblèmes des autres États gouvernés par la maison de Savoie

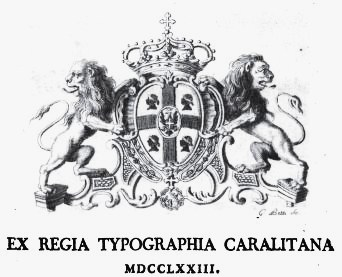
1773, I. G. Palietti, Pharmacopoea sardoa, Tipografia Regia, Cagliari.
Drapeau savoyard du royaume de Sardaigne.